# Noms de l'Inde
 (juillet 2020).
Si vous disposez d'ouvrages ou d'articles de référence ou si vous connaissez des sites web de qualité traitant du thème abordé ici, merci de compléter l'article en donnant les références utiles à sa vérifiabilité et en les liant à la section « Notes et références ».

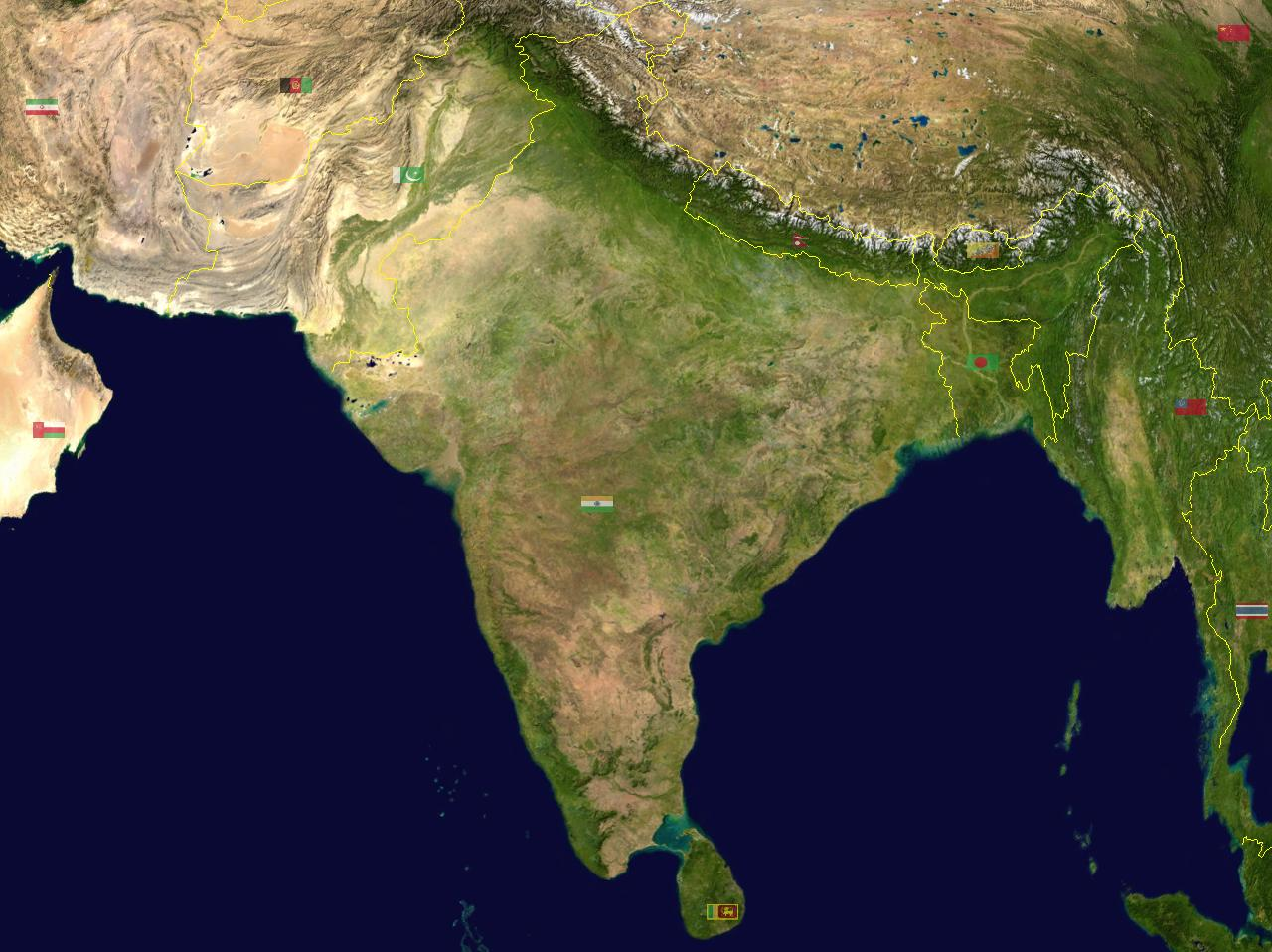
Le sous-continent indien.

Inde (ou autrefois les Indes) se rapporte soit à l'aire géographique du sous-continent indien soit au pays actuel de la république de l'Inde.
À travers l'histoire, l'Inde a porté différents noms. Aujourd'hui, l'article premier de la Constitution de l'Inde déclare que « L'Inde, c'est-à-dire le Bharat, est une union d'États ». Ainsi, « Inde » et « Bharat » (lui-même dérivé du nom en sanscrit Bhārata) sont les deux noms courts officiels du pays.
Inde étant un nom relatif à la colonisation britannique du pays ci-cité.

## Inde
Le terme « Inde » dérive initialement de Sindhu, nom en sanskrit du fleuve Indus. Ce mot peut aussi être traduit par « mer » ou « rivière », « fleuve ».
Le nom a été utilisé en vieux perse sous la forme Hinduš, en grec Ἰνδία / Indía puis en latin India, pour désigner la région située à l'est de l'Indus. Hérodote (Ve siècle av. J.-C.) parlait dans l'Enquête (livre III, 95) de τῶν Ἰνδῶν / tôn Indôn, « des Indiens ». Il mentionne aussi ἡ Ἰνδική χώρη / hē Indikē chōrē, « le pays indien »[Où ?] (Enquête, livre III, 96).
En français, la tournure plurielle « les Indes » désignait différentes régions, parmi lesquelles le sous-continent ou l'Empire britannique des Indes. Elle est tombée en désuétude depuis l'indépendance.

## Hind ou Hindoustan
هند (Hind) en persan dérive également du nom Sindh. هندوستان Hindustan ou Hindoustan, avec le suffixe -stan signifiant « pays », est employé depuis la période de l'Empire moghol et est encore utilisé aujourd'hui par les Indiens dans le langage courant.
En arabe le pays est appelé الهند (al-Hind), tandis que हिन्द (Hind) est toujours utilisé en hindi, par exemple dans l'expression « जय हिंद! » (Jai Hind!).

## Bhārata
भारत (Bhārata) est le nom du pays en sanskrit. Dans les Puranas, ce terme apparaît sous la forme Bhārata varṣam (« le pays de Bharata ») pour désigner l'Inde par opposition aux autres varṣas ou pays et il viendrait du nom du roi Bharata Chakravartin[réf. nécessaire]. Dans la littérature en sanskrit, le terme Bhārata désigne l'ensemble du sous-continent.

## Tianzhu
天竺 (Tianzhu) est le nom chinois pour l'Inde antique. Il signifie « centre du ciel », c'est-à-dire centre spirituel. Il était utilisé notamment sous la dynastie Tang pour désigner l'Inde, lieu de naissance du bouddhisme. Il a donné 天竺 (Tenjiku) en japonais.
Aujourd'hui, le nom chinois de l'Inde est 印度 (Yin du), similaire à Hind.

## Nom officiel
La Constitution de l'Inde appelle le pays India ou Bharat, respectivement en anglais et भारत (Bhārat) en hindi. Le nom long est Republic of India et भारतीय गणराज्य (Bhāratiya Gaṇarājya), soit « République d'Inde ».
Le nom de l'Inde dans les langues officielles du pays est le suivant :
| Langue    | Forme longue              | Translittération           | Forme courte     | Translittération  |
| --------- | ------------------------- | -------------------------- | ---------------- | ----------------- |
| Anglais   | Republic of India         | –                          | India            | –                 |
| Assamais  | ভাৰত গণৰাজ্য                 | Bhārôt Gônôrajyô           | ভাৰত              | Bhārôt            |
| Bengali   | ভারতীয় প্রজাতন্ত্র              | Bhārotio Projatôntro       | ভারত              | Bhārot            |
| Bhojpuri  | भारत गणराज्य                 | Bhārat Gaṇarājya           | भारत              | Bhārat            |
| Gujarati  | ભારતીય ગણતંત્ર                | Bhārtiya Gantāntrā         | ભારત              | Bhārat            |
| Hindi     | भारतीय गणराज्य                | Bhāratiya Gaṇarājya        | भारत              | Bhārat            |
| Kannada   | ಭಾರತ ಗಣರಾಜ್ಯ                 | Bhārata Gaṇarājya          | ಭಾರತ              | Bhārata           |
| Cachemiri | جمہوٗرِیت بًارت / जुम्हूरियत भारत | Jumhūriyat Bhārat          | بًارت / भारत       | Bhārat            |
| Konkani   | भारत गणराज्य                 | Bhārat Gaṇarājya           | भारत              | Bhārat            |
| Maithili  | ভারত গণরাজ্য / भारत गणराज्य     | Bharat Ganarajya           | ভারত / भारत        | Bharat'           |
| Malayalam | ഭാരത മഹാരാജ്യം                 | Bhārata Mahārājyam         | ഭാരതം              | Bhāratam          |
| Marathi   | भारतीय प्रजासत्ताक              | Bhārtiya Prajāsattāk       | भारत              | Bhārat            |
| Meitei    | ভারত গণরাজ্য                 | Bhārata Gaṇarājya          | ভারত              | Bhārata           |
| Népalais  | भारत गणराज्य                 | Bhārat Gaṇarāǳya           | भारत              | Bhārat            |
| Oriya     | ଭାରତ ଗଣରାଜ୍ଯ                 | Bhārata Gaṇarājya          | ଭାରତ              | Bhārata           |
| Ourdou    | جمہوریہ بھارت             | Jumhūrīyat-e Bhārat        | بھارت , ہندوستان | Bhārat, Hindustan |
| Pendjabi  | ਭਾਰਤ ਗਣਤੰਤਰ                 | Pā̀rat Gaṇtantar            | ਭਾਰਤ              | Pā̀rat             |
| Sanskrit  | भारत महाराज्यम्                | Bhārata Mahārājyam         | भारतम्             | Bhāratam          |
| Sindhi    | भारत गणराज्य هندستانڀارت،    | Bhārat Gaṇarājya           | भारत, ڀارت،       | Bhārat            |
| Tamoul    | இந்தியக் குடியரசு               | Indhiyak kudiyarasu        | இந்தியா             | Indhiyā           |
| Télougou  | భారత గణతంత్ర రాజ్యము            | Bhārata Gaṇataṇtra Rājyamu | భారత దేశము          | Bhārata Desamu    |